# Pachten
Pachten est englobée actuellement dans un quartier de la ville de Dillingen (Sarre, Allemagne), et compte environ 5 000 habitants en majorité catholiques.

## Toponymie
Époque gallo-romaine : Vicus Contiomagus.
En sarrois : Paten et Pachde.

## Histoire
Pachten est d'origine gallo-romaine et était le Vicus Contiomagus, formant un important centre situé au croisement des voies romaines de Metz à Mayence et Trèves-Strasbourg. L'on y a découvert une inscription dédiée à Pritona, déesse des gués honorée également à Trèves est attestée sur l'inscription votive : PRITONAE DIVINAE SIVE CA[...]IONI.
Des fouilles archéologiques menées en 1960-1963 ont découvert un atelier de faussaires, actif vers les années 220-240, qui fabriquait dans des moules en argile des imitations de denier de l'époque des Sévères.
Vers 275-276, Contiomagus subit des destructions lors des invasions germaniques mais continua d'exister.
Pachten est une ancienne commune de la Moselle cédée par la France à la Prusse en 1815.

## Monuments remarquables
- Église Saint-Maximin, de style néogothique, construite sur les ruines romaines, et décorée d'un autel et de sculptures des XVIIe et XVIIIe siècles. Le porche est orné d'une sculpture provenant de l'ancienne église romane et représentant un combat contre le Dragon.
- Musée archéologique, où l'on peut voir des éléments mis au jour par des fouilles commencées au XXe siècle.

## Iconographie

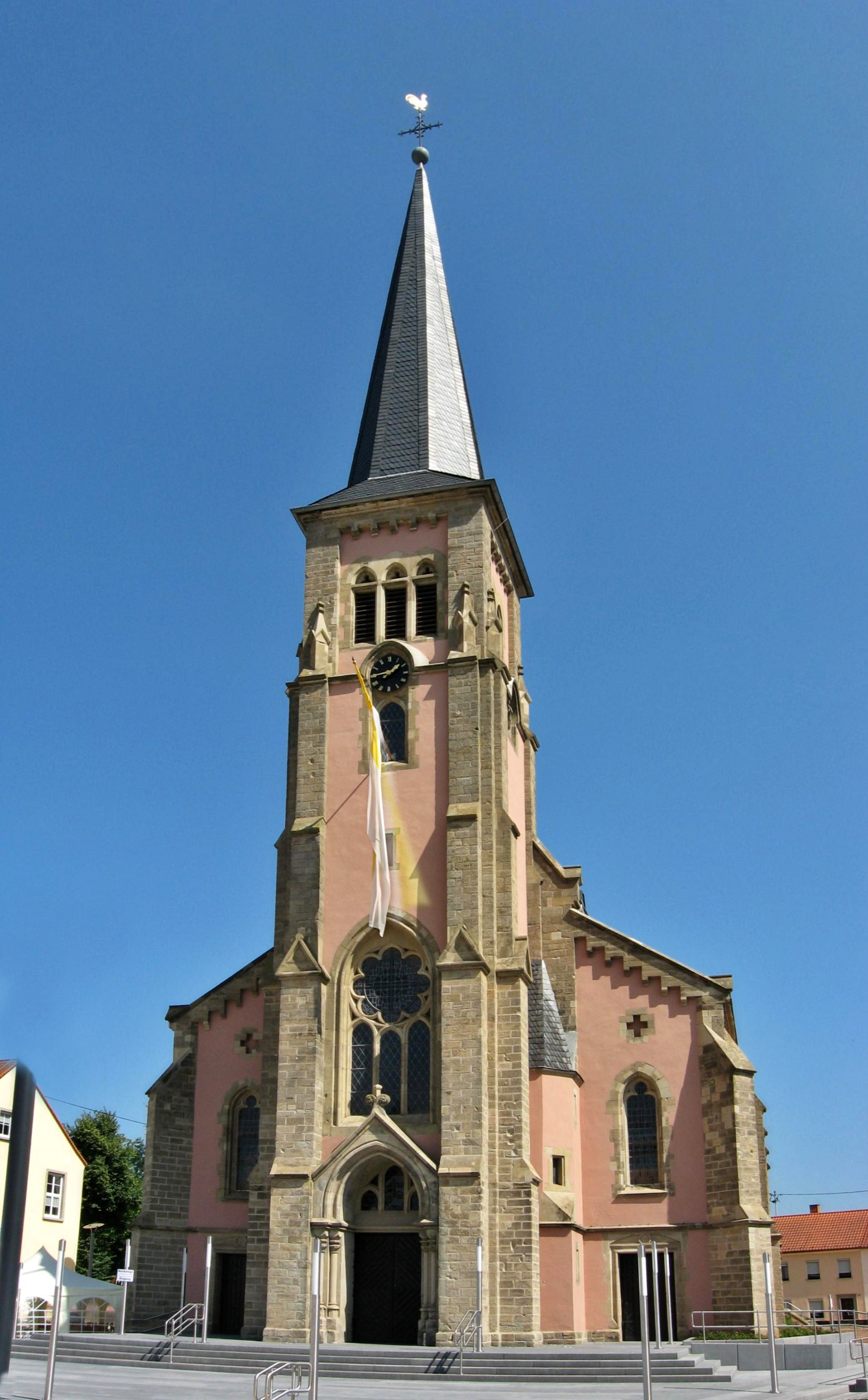
Église néo-gothique de Saint-Maximin, 2008.
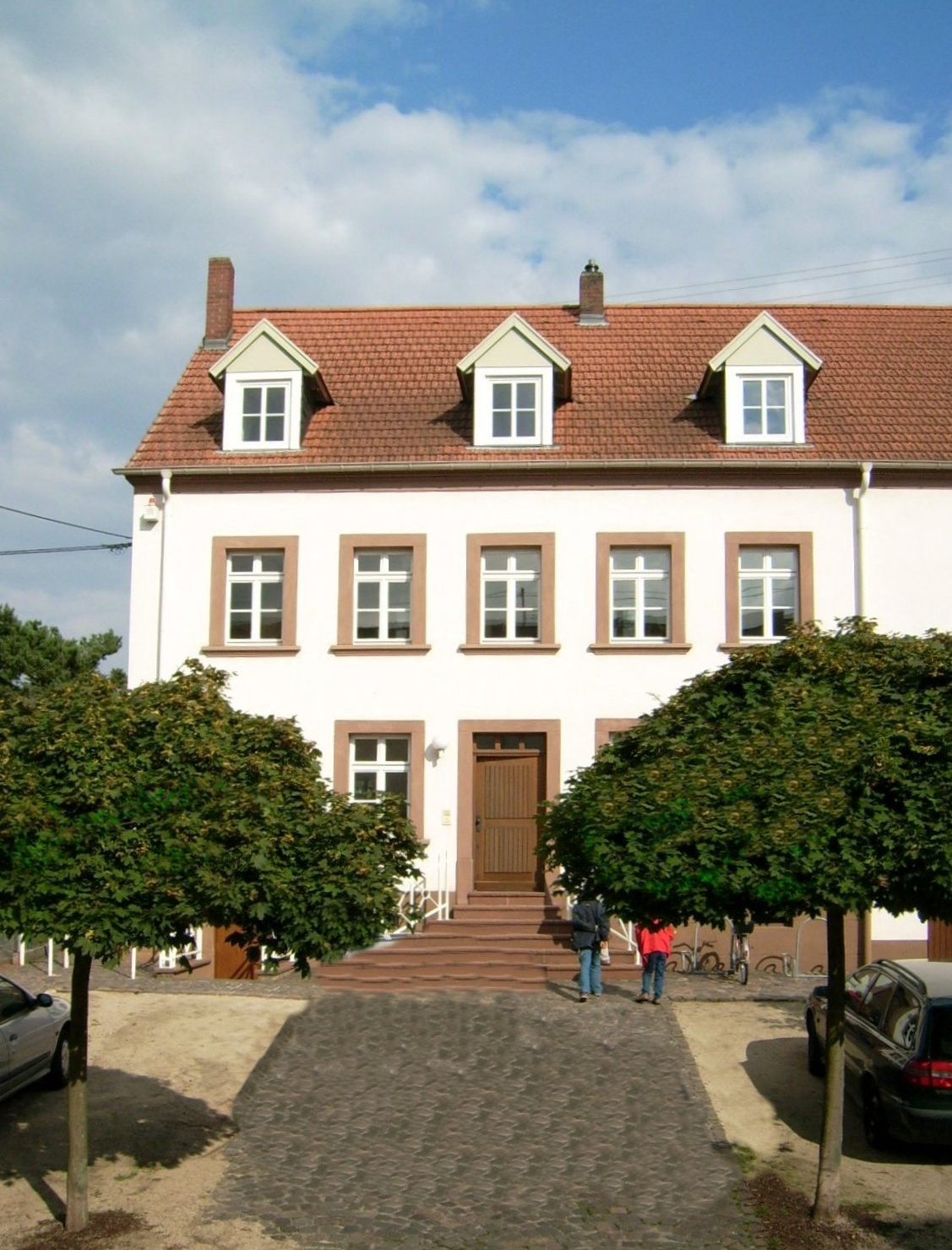
La "Treppenhaus", plus vieille maison de l'ancien village.
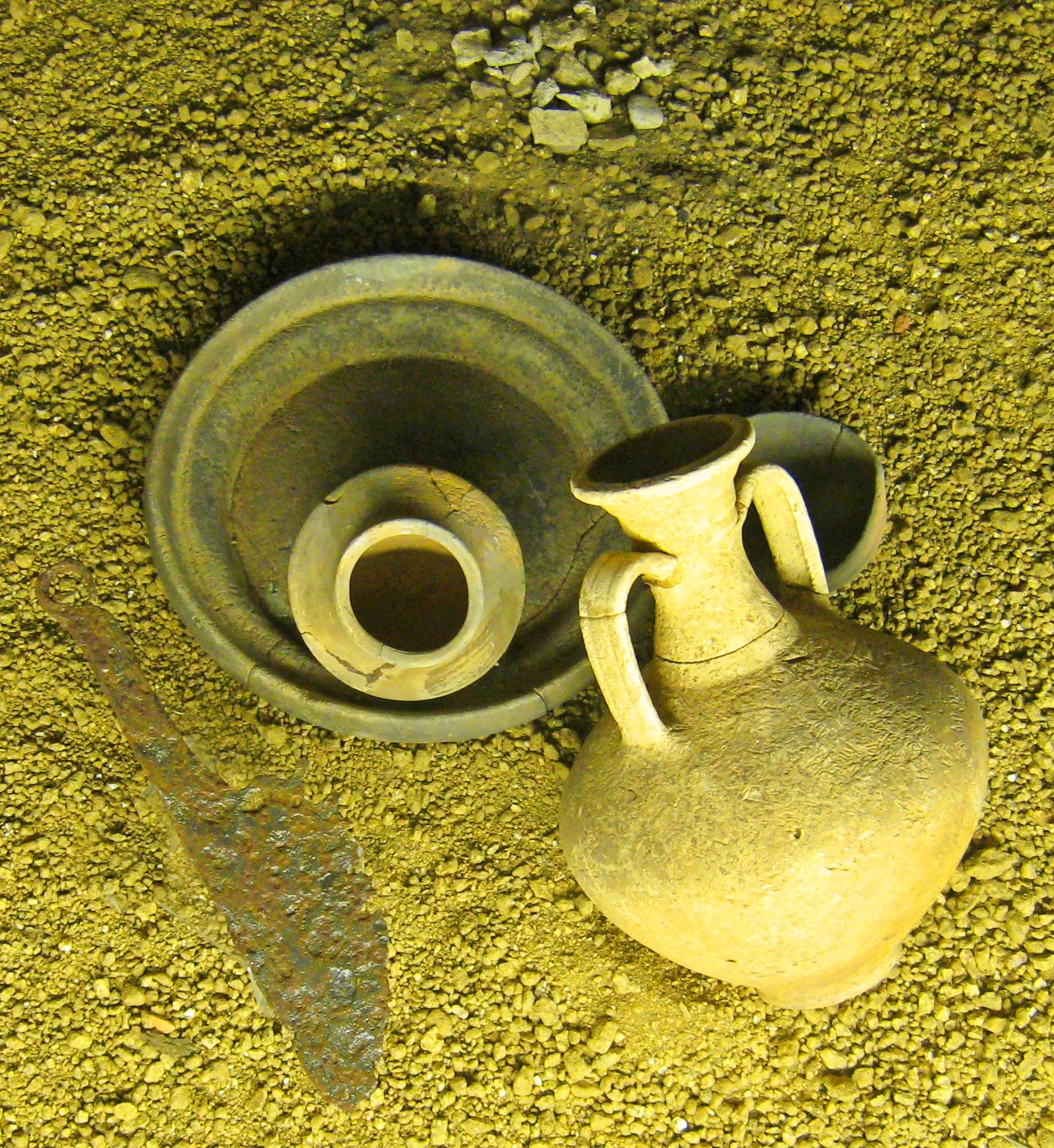
Musée.
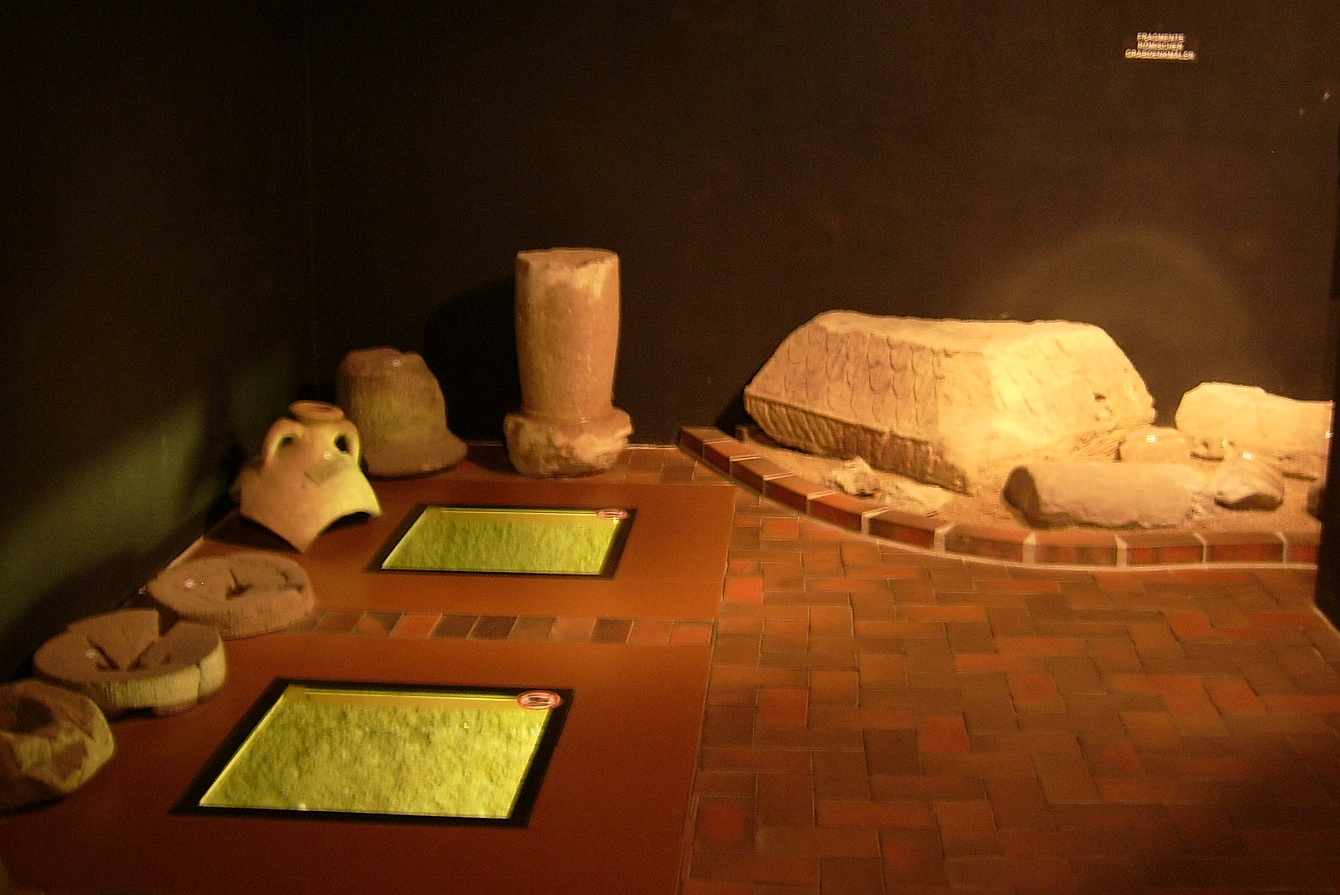
Musée.
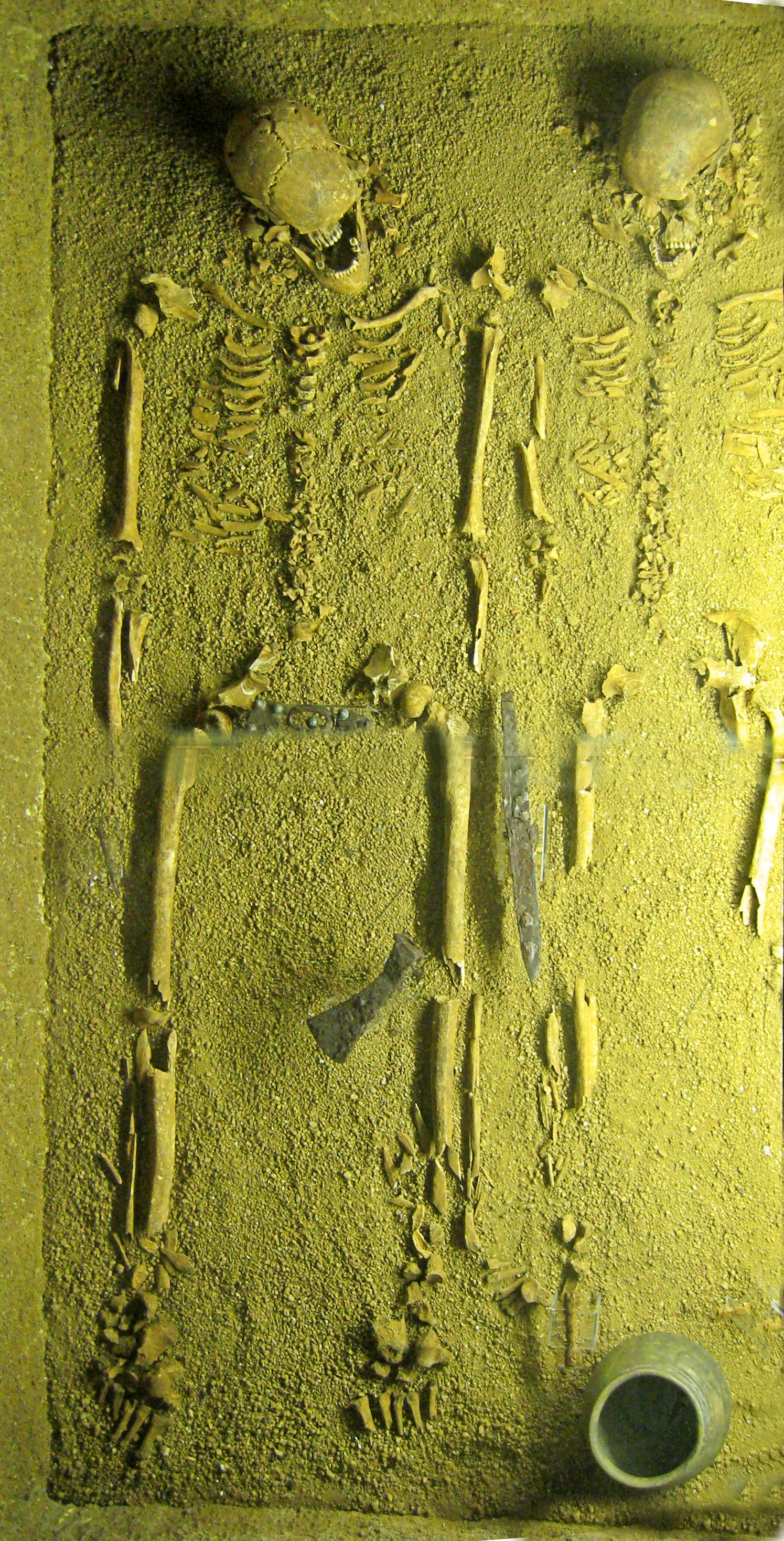
Musée.